# Dasychira multilineata
Dasychira multilineata är en fjärilsart som beskrevs av Swinhoe 1917. Dasychira multilineata ingår i släktet Dasychira och familjen tofsspinnare. Inga underarter finns listade i Catalogue of Life.